# Jordi Graupera
Jordi Graupera i Garcia-Milà (Barcelona, 4 de mayo de 1981) es un periodista, doctor en Filosofía, político independentista catalán y profesor universitario español. Ha trabajado como articulista, guionista, corresponsal, tertuliano y comentarista en varios medios de comunicación generalistas (Catalunya Ràdio, COM Ràdio, El Mundo, La Vanguardia, Público, RAC1, SER, Ara, El Periódico), en varios medios digitales y en revistas como Revista de Catalunya, Barcelona Metrópolis o Time Out Barcelona. También ha trabajado para instituciones como CatDEM y ha colaborado con la Fundació Cataluña Oberta.

## Trayectoria
Es el pequeño de tres hermanos. Sus hermanas Mariona e Isabel son dos científicas dedicadas a la investigación. Graupera empezó a estudiar tres carreras a la vez: Derecho, Filosofía y Filología Catalana.
De adolescente trabajó en trabajos diversos (repartidor de publicidad, cortador de salmón y en la pizzería familiar que sus padres tenían en Olesa de Montserrat, entre otros) y militó en  la Joventut Nacionalista de Catalunya entre los 16 y los 18. Fue alumno del aula de Teatro de la Universidad Autónoma de Barcelona, donde llegó a estrenar la obra Cid de Pierre Corneille en Barcelona (Sala Beckett), Valencia y Salt, bajo la dirección de Toni Casares.
Empezó a trabajar como periodista en una sección sobre etimología como colaborador efímero en 1998 en un programa de Jordi González en Catalunya Ràdio y posteriormente en 1999 en el Mundo y en 2002 en Avui. En el verano de 2002 trabajó de profesor de primaria en Ebibeyin (Guinea Ecuatorial). En septiembre del mismo año participó en un Programa Erasmus anual en la Facultad de Derecho de Lisboa, compaginándolo colaborando como corresponsal para Com Radio y Avui. De nuevo en Barcelona, abandonó temporalmente los estudios en 2003 debido a la enfermedad de su padre, quien moriría de cáncer en 2005. Durante este periodo fue director del Centro de Niños y Jóvenes de Acción Católica (CIJAC) y -entre 2001 y 2004- gestionó la cooperativa 4 Durs. A partir de aquel momento empezó a trabajar como jefe de gabinete de la Rectora de la Universidad Ramon Llull, Esther Giménez Salinas y como responsable de Comunicación de la Cátedra de Ética Aplicada Ethos-Ramon Llull, bajo la dirección de Begonya Román, profesora de filosofía de la Universidad de Barcelona.
Posteriormente retomó sus estudios de Filosofía y, becado por La Caixa, se marchó a Nueva York para estudiar un doctorado en la New School for Social Research, compaginándolo con la docencia como profesor de Filosofía, Antropología y de Pensamiento político en el Saint Francis College, y más adelante en la Universidad de Nueva York, donde impartiría clases de pensamiento político y social. El junio del 2012 se casó con la también periodista Sara Loscos, con quien tiene dos hijas, nacidas el 2016 y 2018. Entre 2014 y 2016 fue presidente del Catalán Institute of America. Durante el curso 2016-2017 se doctoró con la tesis Metaphysics of state neutrality. A critique of liberalism. Es una crítica a los principios de neutralidad del estado, propio del liberalismo, y cómo permite la opresión de minorías de todo tipo: de género, raciales, nacionales, entre otros, hecha desde la crítica metafísica.
Actualmente vive en Princeton, Nueva Jersey, donde trabaja como investigador en la Woodrow Wilson School of Public and International Affairs, investigando conflictos internacionales derivados de la autodeterminación. También colabora con Catalunya Ràdio, y escribe en El Nacional y El Periódico de Catalunya.
El 20 de marzo de 2018 dio una conferencia en el Teatro Victoria de Barcelona donde presentó su propuesta para la ciudad, organizar unas primarias con una sola lista independentista en las municipales de 2019 con el objetivo de tener un alcalde independentista.

## Publicaciones
- Conversaciones con Xavier Sala i Martín (CAT: DAU, 2008 ISBN 978-84-935228-4-1) (ES: Planeta, 2010 ISBN 978-8408091684)[17]
- Barcelona. La ciutat del present. (textos) (Edicions de l'Ajuntament de Barcelona. 2013. ISBN 978-84-9850-493-4)[18]
- Una vida articulada per Josep Maria Espinàs (introducción de J.Graupera) (La Campana, 2013 ISBN 978-84-96735-79-8)
- Cartes Ianquis de Carles Boix (colaboración de J. Graupera) (A contravent, 2012 ISBN 978-84-93972-28-8)
- La soberbia (Fragmenta, 2020 ISBN 978-84-17796-29-7)

## Premios y reconocimientos
- 2005 - Premio al Mejor Orador en la Liga de Debate Universitario de la Red Vives.[19]
- 2005 - Premio al Mejor Orador en la Liga Nacional de Debate Universitario de España.[20]